# 3e étape du Tour d'Italie 2020
Pour un article plus général, voir Tour d'Italie 2020.
La 3e étape du Tour d'Italie 2020 se déroule le lundi 5 octobre 2020, entre Enna et l'Etna, sur une distance de 150 km.
Initialement, l'étape était prévue en Hongrie au mois de mai, avant d'être annulée en raison de la pandémie de Covid-19,.

## Déroulement de la course
Le champion d'Equateur Jonathan Caicedo (EF Pro Cycling) s'adjuge la première étape de montagne, en devançant deux de ses compagnons d'échappée, Giovanni Visconti (Vini Zabù-KTM) et Harm Vanhoucke (Lotto-Soudal), de 21 et 30 secondes. Victime d'une chute dès le départ fictif, Geraint Thomas est distancé par le peloton à 30 km de l'arrivée, accompagné par le maillot rose. Simon Yates est lui lâché dans l'ascension finale, à 9 km du sommet. Les attaques de Jakob Fuglsang, Vincenzo Nibali et Wilco Kelderman font exploser le groupe des favoris dans les derniers kilomètres. Kelderman termine 4e de l'étape, à 39 secondes du vainqueur, Fuglsang, Majka, Nibali et Domenico Pozzovivo (NTT) à 51 secondes, Kruijswijk à 56 secondes, Almeida et Peio Bilbao (Bahrain-McLaren) à 1 minute 03 et Zakarin à 1 minute 37. Yates concède 4 minutes 22 secondes, Thomas à 12 minutes 19 secondes. João Almeida s'empare ainsi des maillots roses et blancs, dans le même temps que Jonathan Caicedo, le nouveau leader du classement de la montagne. Le duo devance au classement général Peio Bilbao de 37 secondes, Wilco Kelderman de 42, Harm Vanhoucke de 53, Vincenzo Nibali de 53 et Domenico Pozzovivo de 59. Brandon McNulty (UAE Emirates), Jakob Fuglsang et Steven Kruijswijk ont respectivement 1 minute 11, 1 minute 13 et 1 minute 15 de retard. Hors du Top 10, Rafał Majka, Ilnur Zakarin, Simon Yates et Geraint Thomas pointent désormais à 1 minute 26, 1 minute 38, 3 minutes 46 et 11 minutes 17 du maillot rose.

## Résultats

### Classement de l'étape
| \| Classement de l'étape \| Classement de l'étape \| Classement de l'étape \| Classement de l'étape \| Classement de l'étape \| \| Coureur \| Coureur \| Pays \| Équipe \| Temps \| \| --------------------- \| --------------------- \| --------------------- \| --------------------- \| --------------------- \| \| 1er \| Jonathan Caicedo \| Équateur \| EF Pro Cycling \| 4 h 02 min 33 s \| \| 2e \| Giovanni Visconti \| Italie \| Vini Zabù-Brado-KTM \| + 21 s \| \| 3e \| Harm Vanhoucke \| Belgique \| Lotto-Soudal \| + 30 s \| \| 4e \| Wilco Kelderman \| Pays-Bas \| Team Sunweb \| + 39 s \| \| 5e \| Jakob Fuglsang \| Danemark \| Astana \| + 51 s \| \| 6e \| Rafał Majka \| Pologne \| Bora-Hansgrohe \| + 51 s \| \| 7e \| Vincenzo Nibali \| Italie \| Trek-Segafredo \| + 51 s \| \| 8e \| Jonathan Castroviejo \| Espagne \| Ineos Grenadiers \| + 51 s \| \| 9e \| Domenico Pozzovivo \| Italie \| NTT Pro Cycling \| + 51 s \| \| 10e \| Steven Kruijswijk \| Pays-Bas \| Jumbo-Visma \| + 56 s \| |                      |          |                     |                 |
| |                      |          |                     |                 |
| Source : ProCyclingStats |                      |          |                     |                 |
| Classement de l'étape |                      |          |                     |                 |
| Coureur | Coureur              | Pays     | Équipe              | Temps           |
| 1er | Jonathan Caicedo     | Équateur | EF Pro Cycling      | 4 h 02 min 33 s |
| 2e | Giovanni Visconti    | Italie   | Vini Zabù-Brado-KTM | + 21 s          |
| 3e | Harm Vanhoucke       | Belgique | Lotto-Soudal        | + 30 s          |
| 4e | Wilco Kelderman      | Pays-Bas | Team Sunweb         | + 39 s          |
| 5e | Jakob Fuglsang       | Danemark | Astana              | + 51 s          |
| 6e | Rafał Majka          | Pologne  | Bora-Hansgrohe      | + 51 s          |
| 7e | Vincenzo Nibali      | Italie   | Trek-Segafredo      | + 51 s          |
| 8e | Jonathan Castroviejo | Espagne  | Ineos Grenadiers    | + 51 s          |
| 9e | Domenico Pozzovivo   | Italie   | NTT Pro Cycling     | + 51 s          |
| 10e | Steven Kruijswijk    | Pays-Bas | Jumbo-Visma         | + 56 s          |

### Points attribués pour le classement par points
| Sprint intermédiaire Zafferana Etnea (km 107,4) | Sprint intermédiaire Zafferana Etnea (km 107,4) | Sprint intermédiaire Zafferana Etnea (km 107,4) | Sprint intermédiaire Zafferana Etnea (km 107,4) | Sprint intermédiaire Zafferana Etnea (km 107,4) |
| ----------------------------------------------- | ----------------------------------------------- | ----------------------------------------------- | ----------------------------------------------- | ----------------------------------------------- |
|                                                 | Coureur                                         | Pays                                            | Équipe                                          | Point(s)                                        |
| 1er                                             | Josip Rumac                                     | Croatie                                         | Androni Giocattoli-Sidermec                     | 12                                              |
| 2e                                              | Jonathan Caicedo                                | Équateur                                        | EF Pro Cycling                                  | 8                                               |
| 3e                                              | Lawson Craddock                                 | États-Unis                                      | EF Pro Cycling                                  | 6                                               |
| 4e                                              | Victor Campenaerts                              | Belgique                                        | NTT Pro Cycling                                 | 5                                               |
| 5e                                              | Giovanni Visconti                               | Italie                                          | Vini Zabù-KTM                                   | 4                                               |
| 6e                                              | Matthew Holmes                                  | Royaume-Uni                                     | Lotto-Soudal                                    | 3                                               |
| 7e                                              | Francesco Romano                                | Italie                                          | Bardiani CSF Faizanè                            | 2                                               |
| 8e                                              | Mikkel Bjerg                                    | Danemark                                        | UAE Emirates                                    | 1                                               |
| modifier                                        |                                                 |                                                 |                                                 |                                                 |

| Arrivée d'étape Roccaraso (km 207) | Arrivée d'étape Roccaraso (km 207) | Arrivée d'étape Roccaraso (km 207) | Arrivée d'étape Roccaraso (km 207) | Arrivée d'étape Roccaraso (km 207) |
| ---------------------------------- | ---------------------------------- | ---------------------------------- | ---------------------------------- | ---------------------------------- |
|                                    | Coureur                            | Pays                               | Équipe                             | Point(s)                           |
| 1er                                | Jonathan Caicedo                   | Équateur                           | EF Pro Cycling                     | 15                                 |
| 2e                                 | Giovanni Visconti                  | Italie                             | Vini Zabù-KTM                      | 12                                 |
| 3e                                 | Harm Vanhoucke                     | Belgique                           | Lotto-Soudal                       | 9                                  |
| 4e                                 | Wilco Kelderman                    | Pays-Bas                           | Sunweb                             | 7                                  |
| 5e                                 | Jakob Fuglsang                     | Danemark                           | Astana                             | 6                                  |
| 6e                                 | Rafał Majka                        | Pologne                            | Bora-Hansgrohe                     | 5                                  |
| 7e                                 | Vincenzo Nibali                    | Italie                             | Trek-Segafredo                     | 4                                  |
| 8e                                 | Jonathan Castroviejo               | Espagne                            | Ineos Grenadiers                   | 3                                  |
| 9e                                 | Domenico Pozzovivo                 | Italie                             | NTT Pro Cycling                    | 2                                  |
| 10e                                | Steven Kruijswijk                  | Pays-Bas                           | Jumbo-Visma                        | 1                                  |
| modifier                           |                                    |                                    |                                    |                                    |

### Points attribués pour le classement du meilleur grimpeur
| \| Etna (km 150) 1re catégorie (18,6 km à 6,7%) \| Etna (km 150) 1re catégorie (18,6 km à 6,7%) \| Etna (km 150) 1re catégorie (18,6 km à 6,7%) \| Etna (km 150) 1re catégorie (18,6 km à 6,7%) \| Etna (km 150) 1re catégorie (18,6 km à 6,7%) \| \| -------------------------------------------- \| -------------------------------------------- \| -------------------------------------------- \| -------------------------------------------- \| -------------------------------------------- \| \| \| Coureur \| Pays \| Équipe \| Point(s) \| \| 1er \| Jonathan Caicedo \| Équateur \| EF Pro Cycling \| 40 \| \| 2e \| Giovanni Visconti \| Italie \| Vini Zabù-KTM \| 18 \| \| 3e \| Harm Vanhoucke \| Belgique \| Lotto-Soudal \| 12 \| \| 4e \| Wilco Kelderman \| Pays-Bas \| Sunweb \| 9 \| \| 5e \| Jakob Fuglsang \| Danemark \| Astana \| 6 \| \| 6e \| Rafał Majka \| Pologne \| Bora-Hansgrohe \| 4 \| \| 7e \| Vincenzo Nibali \| Italie \| Trek-Segafredo \| 2 \| \| 8e \| Jonathan Castroviejo \| Espagne \| Ineos Grenadiers \| 1 \| \| modifier \| \| \| \| \| |                      |          |                  |          |
| Etna (km 150) 1re catégorie (18,6 km à 6,7%) |                      |          |                  |          |
| | Coureur              | Pays     | Équipe           | Point(s) |
| 1er | Jonathan Caicedo     | Équateur | EF Pro Cycling   | 40       |
| 2e | Giovanni Visconti    | Italie   | Vini Zabù-KTM    | 18       |
| 3e | Harm Vanhoucke       | Belgique | Lotto-Soudal     | 12       |
| 4e | Wilco Kelderman      | Pays-Bas | Sunweb           | 9        |
| 5e | Jakob Fuglsang       | Danemark | Astana           | 6        |
| 6e | Rafał Majka          | Pologne  | Bora-Hansgrohe   | 4        |
| 7e | Vincenzo Nibali      | Italie   | Trek-Segafredo   | 2        |
| 8e | Jonathan Castroviejo | Espagne  | Ineos Grenadiers | 1        |
| modifier |                      |          |                  |          |

### Points attribués pour le classement des sprints intermédiaires
| Sprint intermédiaire Zafferana Etnea (km 107,4) | Sprint intermédiaire Zafferana Etnea (km 107,4) | Sprint intermédiaire Zafferana Etnea (km 107,4) | Sprint intermédiaire Zafferana Etnea (km 107,4) | Sprint intermédiaire Zafferana Etnea (km 107,4) |
| ----------------------------------------------- | ----------------------------------------------- | ----------------------------------------------- | ----------------------------------------------- | ----------------------------------------------- |
|                                                 | Coureur                                         | Pays                                            | Équipe                                          | Point(s)                                        |
| 1er                                             | Josip Rumac                                     | Croatie                                         | Androni Giocattoli-Sidermec                     | 10                                              |
| 2e                                              | Jonathan Caicedo                                | Équateur                                        | EF Pro Cycling                                  | 6                                               |
| 3e                                              | Lawson Craddock                                 | États-Unis                                      | EF Pro Cycling                                  | 3                                               |
| 4e                                              | Victor Campenaerts                              | Belgique                                        | NTT Pro Cycling                                 | 2                                               |
| 5e                                              | Giovanni Visconti                               | Italie                                          | Vini Zabù-KTM                                   | 1                                               |
| modifier                                        |                                                 |                                                 |                                                 |                                                 |

| Sprint intermédiaire Linguaglossa (km 130,9) | Sprint intermédiaire Linguaglossa (km 130,9) | Sprint intermédiaire Linguaglossa (km 130,9) | Sprint intermédiaire Linguaglossa (km 130,9) | Sprint intermédiaire Linguaglossa (km 130,9) |
| -------------------------------------------- | -------------------------------------------- | -------------------------------------------- | -------------------------------------------- | -------------------------------------------- |
|                                              | Coureur                                      | Pays                                         | Équipe                                       | Point(s)                                     |
| 1er                                          | Lawson Craddock                              | États-Unis                                   | EF Pro Cycling                               | 10                                           |
| 2e                                           | Giovanni Visconti                            | Italie                                       | Vini Zabù-KTM                                | 6                                            |
| 3e                                           | Matthew Holmes                               | Australie                                    | Lotto-Soudal                                 | 3                                            |
| 4e                                           | Jonathan Caicedo                             | Équateur                                     | EF Pro Cycling                               | 2                                            |
| 5e                                           | Victor Campenaerts                           | Belgique                                     | NTT Pro Cycling                              | 1                                            |
| modifier                                     |                                              |                                              |                                              |                                              |

### Bonifications
|   | Coureur           | Pays       | Équipe         | Secondes |
| - | ----------------- | ---------- | -------------- | -------- |
| 1 | Lawson Craddock   | États-Unis | EF Pro Cycling | 3 s      |
| 2 | Giovanni Visconti | Italie     | Vini Zabù-KTM  | 2 s      |
| 3 | Matthew Holmes    | Australie  | Lotto-Soudal   | 1 s      |

|   | Coureur           | Pays     | Équipe         | Secondes |
| - | ----------------- | -------- | -------------- | -------- |
| 1 | Jonathan Caicedo  | Équateur | EF Pro Cycling | 10 s     |
| 2 | Giovanni Visconti | Italie   | Vini Zabù-KTM  | 6 s      |
| 3 | Harm Vanhoucke    | Belgique | Lotto-Soudal   | 4 s      |

## Classements à l'issue de l'étape

### Classement général
| \| Classement général \| Classement général \| Classement général \| Classement général \| Classement général \| \| Coureur \| Coureur \| Pays \| Équipe \| Temps \| \| ------------------ \| ------------------ \| ------------------ \| --------------------- \| ------------------ \| \| 1er \| João Almeida \| Portugal \| Deceuninck-Quick Step \| 7 h 44 min 25 s \| \| 2e \| Jonathan Caicedo \| Équateur \| EF Pro Cycling \| + 0 s \| \| 3e \| Pello Bilbao \| Espagne \| Bahrain McLaren \| + 37 s \| \| 4e \| Wilco Kelderman \| Pays-Bas \| Team Sunweb \| + 42 s \| \| 5e \| Harm Vanhoucke \| Belgique \| Lotto-Soudal \| + 53 s \| \| 6e \| Vincenzo Nibali \| Italie \| Trek-Segafredo \| + 55 s \| \| 7e \| Domenico Pozzovivo \| Italie \| NTT Pro Cycling \| + 59 s \| \| 8e \| Brandon McNulty \| États-Unis \| UAE Team Emirates \| + 1 min 11 s \| \| 9e \| Jakob Fuglsang \| Danemark \| Astana \| + 1 min 13 s \| \| 10e \| Steven Kruijswijk \| Pays-Bas \| Jumbo-Visma \| + 1 min 15 s \| |                    |            |                       |                 |
| |                    |            |                       |                 |
| Source : ProCyclingStats |                    |            |                       |                 |
| Classement général |                    |            |                       |                 |
| Coureur | Coureur            | Pays       | Équipe                | Temps           |
| 1er | João Almeida       | Portugal   | Deceuninck-Quick Step | 7 h 44 min 25 s |
| 2e | Jonathan Caicedo   | Équateur   | EF Pro Cycling        | + 0 s           |
| 3e | Pello Bilbao       | Espagne    | Bahrain McLaren       | + 37 s          |
| 4e | Wilco Kelderman    | Pays-Bas   | Team Sunweb           | + 42 s          |
| 5e | Harm Vanhoucke     | Belgique   | Lotto-Soudal          | + 53 s          |
| 6e | Vincenzo Nibali    | Italie     | Trek-Segafredo        | + 55 s          |
| 7e | Domenico Pozzovivo | Italie     | NTT Pro Cycling       | + 59 s          |
| 8e | Brandon McNulty    | États-Unis | UAE Team Emirates     | + 1 min 11 s    |
| 9e | Jakob Fuglsang     | Danemark   | Astana                | + 1 min 13 s    |
| 10e | Steven Kruijswijk  | Pays-Bas   | Jumbo-Visma           | + 1 min 15 s    |

| Classement par points | Classement par points | Classement par points | Classement par points       | Classement par points |
| Coureur               | Coureur               | Pays                  | Équipe                      | Points                |
| --------------------- | --------------------- | --------------------- | --------------------------- | --------------------- |
| 1er                   | Diego Ulissi          | Italie                | UAE Team Emirates           | 25 pts                |
| 2e                    | Jonathan Caicedo      | Équateur              | EF Pro Cycling              | 23 pts                |
| 3e                    | Peter Sagan           | Slovaquie             | Bora-Hansgrohe              | 19 pts                |
| 4e                    | João Almeida          | Portugal              | Deceuninck-Quick Step       | 17 pts                |
| 5e                    | Giovanni Visconti     | Italie                | Vini Zabù-Brado-KTM         | 16 pts                |
| 6e                    | Filippo Ganna         | Italie                | Ineos Grenadiers            | 15 pts                |
| 7e                    | Josip Rumac           | Croatie               | Androni Giocattoli-Sidermec | 12 pts                |
| 8e                    | Thomas De Gendt       | Belgique              | Lotto-Soudal                | 12 pts                |
| 9e                    | Mikkel Honoré         | Danemark              | Deceuninck-Quick Step       | 12 pts                |
| 10e                   | Mikkel Bjerg          | Danemark              | UAE Team Emirates           | 10 pts                |

| Classement par points | Classement par points | Classement par points | Classement par points       | Classement par points |
| Coureur               | Coureur               | Pays                  | Équipe                      | Points                |
| --------------------- | --------------------- | --------------------- | --------------------------- | --------------------- |
| 1er                   | Diego Ulissi          | Italie                | UAE Team Emirates           | 25 pts                |
| 2e                    | Jonathan Caicedo      | Équateur              | EF Pro Cycling              | 23 pts                |
| 3e                    | Peter Sagan           | Slovaquie             | Bora-Hansgrohe              | 19 pts                |
| 4e                    | João Almeida          | Portugal              | Deceuninck-Quick Step       | 17 pts                |
| 5e                    | Giovanni Visconti     | Italie                | Vini Zabù-Brado-KTM         | 16 pts                |
| 6e                    | Filippo Ganna         | Italie                | Ineos Grenadiers            | 15 pts                |
| 7e                    | Josip Rumac           | Croatie               | Androni Giocattoli-Sidermec | 12 pts                |
| 8e                    | Thomas De Gendt       | Belgique              | Lotto-Soudal                | 12 pts                |
| 9e                    | Mikkel Honoré         | Danemark              | Deceuninck-Quick Step       | 12 pts                |
| 10e                   | Mikkel Bjerg          | Danemark              | UAE Team Emirates           | 10 pts                |

| Classement de la montagne | Classement de la montagne | Classement de la montagne | Classement de la montagne | Classement de la montagne |
| Coureur                   | Coureur                   | Pays                      | Équipe                    | Points                    |
| ------------------------- | ------------------------- | ------------------------- | ------------------------- | ------------------------- |
| 1er                       | Jonathan Caicedo          | Équateur                  | EF Pro Cycling            | 40 pts                    |
| 2e                        | Giovanni Visconti         | Italie                    | Vini Zabù-Brado-KTM       | 18 pts                    |
| 3e                        | Harm Vanhoucke            | Belgique                  | Lotto-Soudal              | 12 pts                    |
| 4e                        | Wilco Kelderman           | Pays-Bas                  | Team Sunweb               | 9 pts                     |
| 5e                        | Jakob Fuglsang            | Danemark                  | Astana                    | 6 pts                     |
| 6e                        | Rafał Majka               | Pologne                   | Bora-Hansgrohe            | 4 pts                     |
| 7e                        | Peter Sagan               | Slovaquie                 | Bora-Hansgrohe            | 4 pts                     |
| 8e                        | Diego Ulissi              | Italie                    | UAE Team Emirates         | 3 pts                     |
| 9e                        | Thomas De Gendt           | Belgique                  | Lotto-Soudal              | 3 pts                     |
| 10e                       | Rick Zabel                | Allemagne                 | Israel Start-Up Nation    | 3 pts                     |

| Classement de la montagne | Classement de la montagne | Classement de la montagne | Classement de la montagne | Classement de la montagne |
| Coureur                   | Coureur                   | Pays                      | Équipe                    | Points                    |
| ------------------------- | ------------------------- | ------------------------- | ------------------------- | ------------------------- |
| 1er                       | Jonathan Caicedo          | Équateur                  | EF Pro Cycling            | 40 pts                    |
| 2e                        | Giovanni Visconti         | Italie                    | Vini Zabù-Brado-KTM       | 18 pts                    |
| 3e                        | Harm Vanhoucke            | Belgique                  | Lotto-Soudal              | 12 pts                    |
| 4e                        | Wilco Kelderman           | Pays-Bas                  | Team Sunweb               | 9 pts                     |
| 5e                        | Jakob Fuglsang            | Danemark                  | Astana                    | 6 pts                     |
| 6e                        | Rafał Majka               | Pologne                   | Bora-Hansgrohe            | 4 pts                     |
| 7e                        | Peter Sagan               | Slovaquie                 | Bora-Hansgrohe            | 4 pts                     |
| 8e                        | Diego Ulissi              | Italie                    | UAE Team Emirates         | 3 pts                     |
| 9e                        | Thomas De Gendt           | Belgique                  | Lotto-Soudal              | 3 pts                     |
| 10e                       | Rick Zabel                | Allemagne                 | Israel Start-Up Nation    | 3 pts                     |

| Classement du meilleur jeune | Classement du meilleur jeune | Classement du meilleur jeune | Classement du meilleur jeune | Classement du meilleur jeune |
| Coureur                      | Coureur                      | Pays                         | Équipe                       | Temps                        |
| ---------------------------- | ---------------------------- | ---------------------------- | ---------------------------- | ---------------------------- |
| 1er                          | João Almeida                 | Portugal                     | Deceuninck-Quick Step        | 7 h 44 min 25 s              |
| 2e                           | Harm Vanhoucke               | Belgique                     | Lotto-Soudal                 | + 53 s                       |
| 3e                           | Brandon McNulty              | États-Unis                   | UAE Team Emirates            | + 1 min 11 s                 |
| 4e                           | Jai Hindley                  | Australie                    | Team Sunweb                  | + 1 min 27 s                 |
| 5e                           | James Knox                   | Royaume-Uni                  | Deceuninck-Quick Step        | + 1 min 40 s                 |
| 6e                           | Sergio Samitier              | Espagne                      | Movistar Team                | + 2 min 06 s                 |
| 7e                           | Lucas Hamilton               | Australie                    | Mitchelton-Scott             | + 2 min 41 s                 |
| 8e                           | Tao Geoghegan Hart           | Royaume-Uni                  | Ineos Grenadiers             | + 3 min 12 s                 |
| 9e                           | Aurélien Paret-Peintre       | France                       | AG2R La Mondiale             | + 4 min 11 s                 |
| 10e                          | Giovanni Carboni             | Italie                       | Bardiani CSF Faizanè         | + 4 min 25 s                 |

| Classement du meilleur jeune | Classement du meilleur jeune | Classement du meilleur jeune | Classement du meilleur jeune | Classement du meilleur jeune |
| Coureur                      | Coureur                      | Pays                         | Équipe                       | Temps                        |
| ---------------------------- | ---------------------------- | ---------------------------- | ---------------------------- | ---------------------------- |
| 1er                          | João Almeida                 | Portugal                     | Deceuninck-Quick Step        | 7 h 44 min 25 s              |
| 2e                           | Harm Vanhoucke               | Belgique                     | Lotto-Soudal                 | + 53 s                       |
| 3e                           | Brandon McNulty              | États-Unis                   | UAE Team Emirates            | + 1 min 11 s                 |
| 4e                           | Jai Hindley                  | Australie                    | Team Sunweb                  | + 1 min 27 s                 |
| 5e                           | James Knox                   | Royaume-Uni                  | Deceuninck-Quick Step        | + 1 min 40 s                 |
| 6e                           | Sergio Samitier              | Espagne                      | Movistar Team                | + 2 min 06 s                 |
| 7e                           | Lucas Hamilton               | Australie                    | Mitchelton-Scott             | + 2 min 41 s                 |
| 8e                           | Tao Geoghegan Hart           | Royaume-Uni                  | Ineos Grenadiers             | + 3 min 12 s                 |
| 9e                           | Aurélien Paret-Peintre       | France                       | AG2R La Mondiale             | + 4 min 11 s                 |
| 10e                          | Giovanni Carboni             | Italie                       | Bardiani CSF Faizanè         | + 4 min 25 s                 |

| Classement par équipes | Classement par équipes | Classement par équipes | Classement par équipes |
| Équipe                 | Équipe                 | Pays                   | Temps                  |
| ---------------------- | ---------------------- | ---------------------- | ---------------------- |
| 1re                    | Deceuninck-Quick Step  | Belgique               | 23 h 15 min 40 s       |
| 2e                     | Team Sunweb            | Allemagne              | + 3 min 02 s           |
| 3e                     | Trek-Segafredo         | États-Unis             | + 4 min 38 s           |
| 4e                     | Ineos Grenadiers       | Royaume-Uni            | + 5 min 34 s           |
| 5e                     | Jumbo-Visma            | Pays-Bas               | + 5 min 48 s           |
| 6e                     | NTT Pro Cycling        | Afrique du Sud         | + 7 min 05 s           |
| 7e                     | Mitchelton-Scott       | Australie              | + 7 min 43 s           |
| 8e                     | AG2R La Mondiale       | France                 | + 9 min 16 s           |
| 9e                     | Bora-Hansgrohe         | Allemagne              | + 9 min 17 s           |
| 10e                    | EF Pro Cycling         | États-Unis             | + 9 min 30 s           |

| Classement par équipes | Classement par équipes | Classement par équipes | Classement par équipes |
| Équipe                 | Équipe                 | Pays                   | Temps                  |
| ---------------------- | ---------------------- | ---------------------- | ---------------------- |
| 1re                    | Deceuninck-Quick Step  | Belgique               | 23 h 15 min 40 s       |
| 2e                     | Team Sunweb            | Allemagne              | + 3 min 02 s           |
| 3e                     | Trek-Segafredo         | États-Unis             | + 4 min 38 s           |
| 4e                     | Ineos Grenadiers       | Royaume-Uni            | + 5 min 34 s           |
| 5e                     | Jumbo-Visma            | Pays-Bas               | + 5 min 48 s           |
| 6e                     | NTT Pro Cycling        | Afrique du Sud         | + 7 min 05 s           |
| 7e                     | Mitchelton-Scott       | Australie              | + 7 min 43 s           |
| 8e                     | AG2R La Mondiale       | France                 | + 9 min 16 s           |
| 9e                     | Bora-Hansgrohe         | Allemagne              | + 9 min 17 s           |
| 10e                    | EF Pro Cycling         | États-Unis             | + 9 min 30 s           |

## Abandons
Aucun abandon